# Slipsklämma

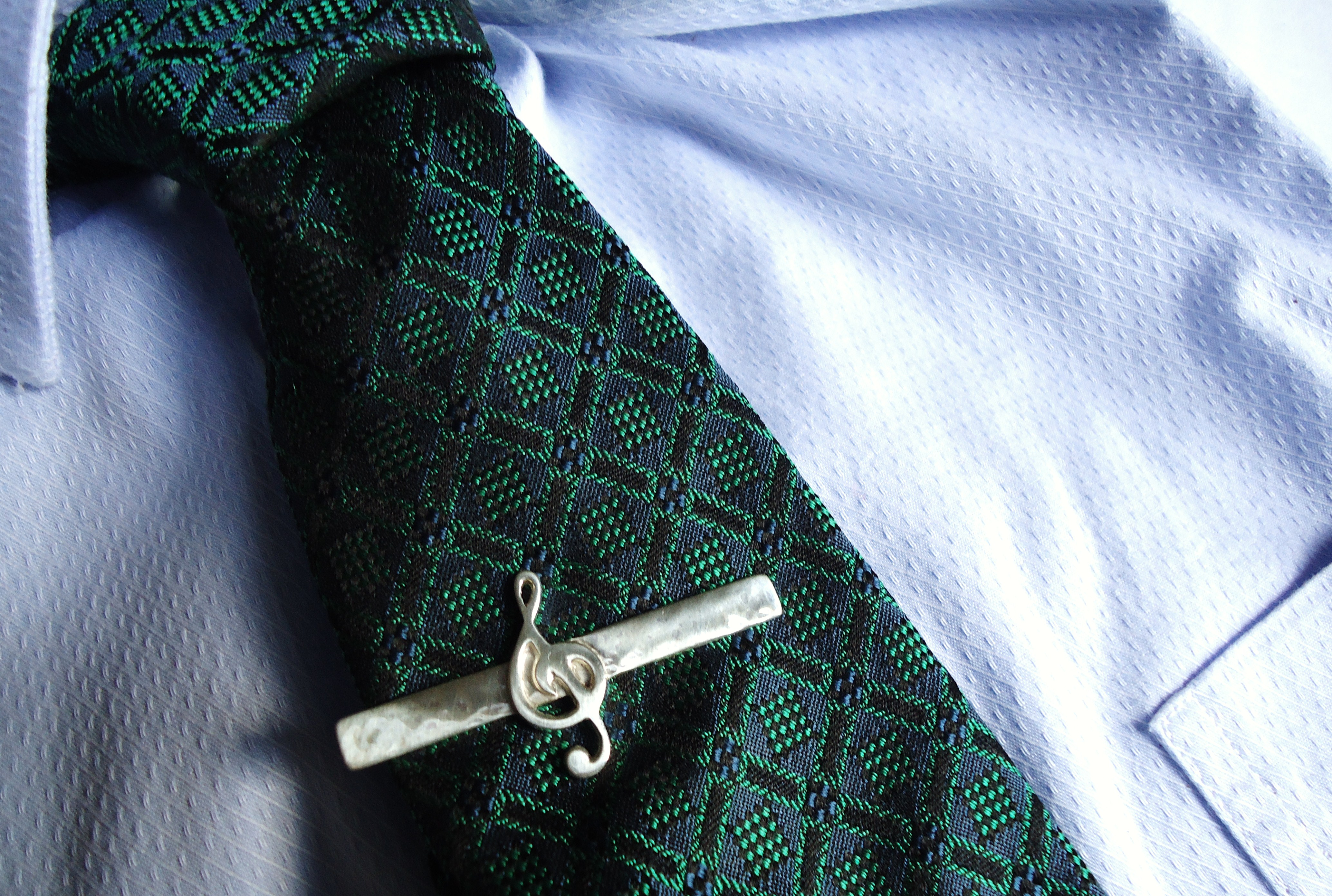
En slipsklämma i silver med en G-klav.

En slipsklämma, ibland något oegentligt kallad slipsnål, är en klämma som används för att fästa slipsen i skjortan. Slipsklämman ser till att slipsen hänger rakt och inte fladdrar omkring. Den placeras vanligtvis mellan skjortans tredje och fjärde knapp räknat ovanifrån.
Slipsklämmor är oftast tillverkade i metall, mer exklusiva exemplar i ädelmetall, och är ofta personligt utformade. Slipsklämmor började användas i början av 1900-talet, när den moderna slipsen började bli mer allmän, och ersatte därmed den äldre kravattnålen. En variant är den så kallade slipskedjan som fästs i en skjortknapp och löper runt slipsen i stället för att klämma ihop skjorta och slips.
Ordet "slipsklämma" är belagt i svenska språket sedan 1989.